# Эвтин
Эвтин (также эвфин, от др.-греч. εὔθυνος) — должность государственного ревизора в Древней Греции. Эвтины отвечали за проверку отчётов должностных лиц («эвтина») и разбирали опротестования этих отчётов гражданами.
В IV веке до н. э. должностные лица сдавали отчёты логистам, а затем они передавались десяти эвтинам (избираемым вместе с помощниками-паредрами по жребию среди членов буле по одному от каждой филы). После передачи отчёта эвтинам граждане могли в течение тридцати дней подать эвтинам жалобу с требованием предоставления нового отчёта. В случае обнаружения нарушений эвтин передавал дела в суд (тесмотетам, если дело касалось народной собственности, трибуналу дема в случае частных проблем). В Афинах за два столетия известно всего около 15 процессов, возбуждённых эвтинами.